# Marquesado de Casa Cervera

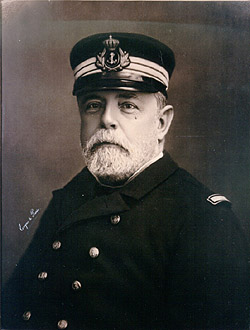
Retrato del almirante Pascual Cervera y Topete, tío paterno del I marqués de Casa Cervera, célebre por su participación en la guerra de Cuba.

El marquesado de Casa Cervera fue un título nobiliario español creado por Francisco Franco el 1 de octubre de 1961, con carácter póstumo, a favor de Juan Cervera Valderrama, almirante de la Armada de España, Jefe del Estado Mayor de la Marina durante la Guerra Civil.
El título fue suprimido el 21 de octubre de 2022 tras la entrada en vigor de la Ley de Memoria Democrática.

## Denominación
La denominación de la dignidad nobiliaria refiere a la Casa del apellido paterno, por los que fue universalmente conocida la persona a la que se le otorgó, a título póstumo, dicha merced nobiliaria.

## Carta de otorgamiento
El título nobiliario se le otorgó por los siguientes méritos: 

«El Almirante de la Armada don Juan Cervera y Valderrama, vinculado a una estirpe de héroes del mar, continuada hoy en su descendencia y en la del Almirante que supo mantener, en difícil período de nuestra Historia, el honor de España, fue Jefe del Estado Mayor de la Marina de Guerra durante la Cruzada y desarrolló una ingente labor interviniendo destacadamente en la creación y organización de una Escuadra que mantuvo en todo tiempo, con inferioridad de medios, el dominio del mar y la seguridad de las comunicaciones marítimas de la Nación. Merece, por ello, que la Patria lo enaltezca y distinga. En su virtud...».
Decreto 1759/1961, de 1 de octubre. Publicado en el «BOE» núm. 235, de 2 de octubre de 1961, página 14235.

## Marqueses de Casa Cervera
|                               | Titular                       | Periodo                       |
| Creación por Francisco Franco | Creación por Francisco Franco | Creación por Francisco Franco |
| ----------------------------- | ----------------------------- | ----------------------------- |
| I                             | Juan Cervera Valderrama       | 1961 (título póstumo)-1963    |
| II                            | Pascual Cervera y Cervera     | 1963-1981                     |
| III                           | Pascual Cervera y Govantes    | 1982-2001                     |
| IV                            | Pascual Cervera y Burgos      | 2003-2022                     |

## Historia de los marqueses de Casa Cervera
- Juan Cervera Valderrama (1870-1952), I marqués de Casa Cervera, almirante de la Armada de España, Jefe del Estado Mayor de la Marina durante la Guerra Civil, hijo de Joaquin Cervera y Topete, hermano del célebre también almirante Pascual Cervera y Topete, célebre por su participación y héroe en la guerra de Cuba, y de su esposa Luisa Valderrama y Cabrera.[1]

Casó con María del Rosario Cervera Jácome, de cuyo matrimonio nacieron ocho hijos e hijas: Pascual, María del Carmen, esposa de Manuel Ramos Hernández, Joaquín, casado con Flora Aznar y Salmerón, Juan, casado con Margarita Lizaur de Pablo, María Luisa, casada con Federico Quilez Moreno, Rafael, María del Rosario y María de los Milagros Cervera y Cervera. Le sucedió, por carta de sucesión de fecha el 25 de octubre de 1963, su hijo primogénito:
- Pascual Cervera y Cervera (1899-1981), II marqués de Casa Cervera.

Casó con Francisca Govantes y Peñalver, con quien tuvo catorce hijas y hijos: María del Rosario (1925-2020), casada con Juan José Báscones Álvarez de Sotomayor (1921-2001), Francisca (1926-?), María del Carmen (1929-?), María Luisa (1930-?), Pascual (1932-2001), María de la Concepción (1933-?), casada con Carlos Carvajal Ferrer, Cristóbal (1935-?), Jaime (1936-?), Francisco (1938-?), María de los Milagros (1938-?), Juan Luis (1941-2009), casado con María Dolores Carcaño Gutiérrez, Francisco Javier (1941-), casado con María Teresa Fernández Ordóñez, María de los Dolores (1944-?), marquesa de Torre de Soto, casada con Rafael Fernández-Ordoñez, y Guillermo (1947-?), casado con María de la Encarnación de la Hera Conradi, Cervera y Govantes. Le sucedió, por Real Carta de Sucesión de fecha 17 de julio de 1982, su hijo primogénito:
- Pascual Cervera y Govantes (1932-2001), III marqués de Casa Cervera.

Casó con María de los Dolores de Burgos Montero, con quien tuvo cuatro hijos e hijas: Pascual (1961-), María de los Dolores (1962-), Santiago (1964-) y María de la Almudena (1965-) Cervera y Burgos. Le sucedió, por real carta de sucesión de fecha 16 de octubre de 2003, su hijo primogénito:
- Pascual Cervera y Burgos (1961-), IV marqués de Casa Cervera.[6] Último titular.